# غاري أندرسون (سياسي)
غاري أندرسون (بالإنجليزية: Gary Anderson)‏ هو لاعب رماية وسياسي أمريكي، ولد في 8 أكتوبر 1939 في هولدريج في الولايات المتحدة. حزبياً، نشط في الحزب الجمهوري والحزب الديمقراطي.

## روابط خارجية
- غاري أندرسون على موقع الاتحاد الدولي (الإنجليزية)
- غاري أندرسون على موقع اللجنة الأولمبية الدولية (الإنجليزية)
- غاري أندرسون على موقع أوليمبيديا (الإنجليزية)